# Cuerda Larga

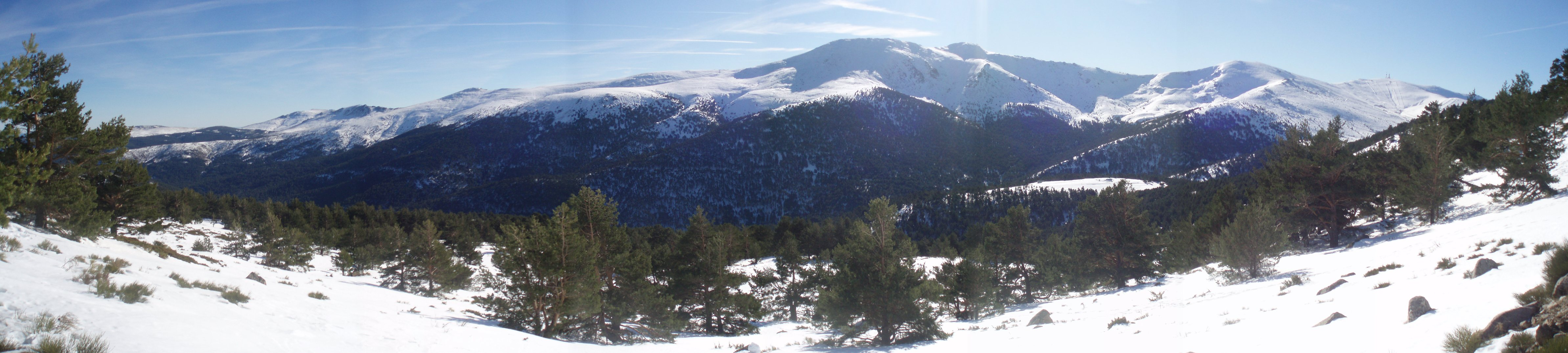
Lato nord della Cuerda Larga in inverno vista dal Parque Natural de Peñalara.

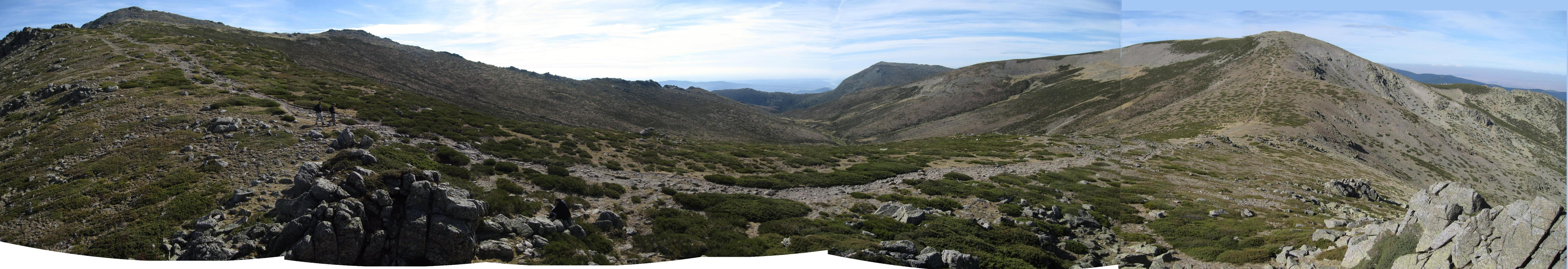
Tratto della traversata della Cuerda Larga compreso tra le Cabezas de Hierro (a sinistra) ed il Cerro de Valdemartín (a destra).

La Cuerda Larga è una delle principali catene secondarie della Sierra de Guadarrama (facente parte del Sistema Centrale). Questa linea di montagne si estende da ovest-sudovest a est-nordest nella parte nordoccidentale della Comunità di Madrid (Spagna) ed ha una lunghezza di 16 km in linea retta. Inizia dal Puerto de Navacerrada (estremo occidentale) a un'altitudine di 1.858 metri e termina nel puerto de la Morcuera (estremo orientale).

## Descrizione
È una delle zone più elevate della Sierra de Guadarrama con un'altitudine che si mantiene al di sopra dei 2.100 metri. Il picco più alto sono le Cabezas de Hierro, che con 2.383 metri rappresentano la seconda cima più alta della Sierra de Guadarrama. Sul versante nord della Cuerda Larga si trova la parte alta della valle del Lozoya, e sul versante sud si trovano la Garganta del Manzanares, La Pedriza, una zona di grande interesse sportivo e paesaggistico, e lo Hueco de San Blas. Questa catena montuosa costituisce lo spartiacque tra i bacini dei fiumi Lozoya, a nord, e Manzanarre, a sud, entrambi affluenti del Jarama.
A est della Cuerda Larga si trova la Sierra de la Morcuera, un allineamento montuoso più basso e con orientamento simile. Questa catena inizia nel puerto de la Morcuera. All'estremo occidentale della Cuerda Larga, sulla Bola del Mundo, inizia una catena chiamata sierra de los Porrones e orientato verso sudest. L'altitudine diminuisce progressivamente seguendo questa direzione.
Le montagne che formano la Cuerda Larga, da ovest a est, sono:
- Bola del Mundo, 2.265 m
- Cerro de Valdemartín, 2.283 m
- Cabeza de Hierro Menor, 2.374 m
- Cabeza de Hierro Mayor, 2.383 m
- Loma de Pandasco, 2.238 m
- Asómate de Hoyos, 2.242 m
- Loma de Bailanderos, 2.133 m
- La Najarra, 2.108 m

## Traversata della Cuerda Larga

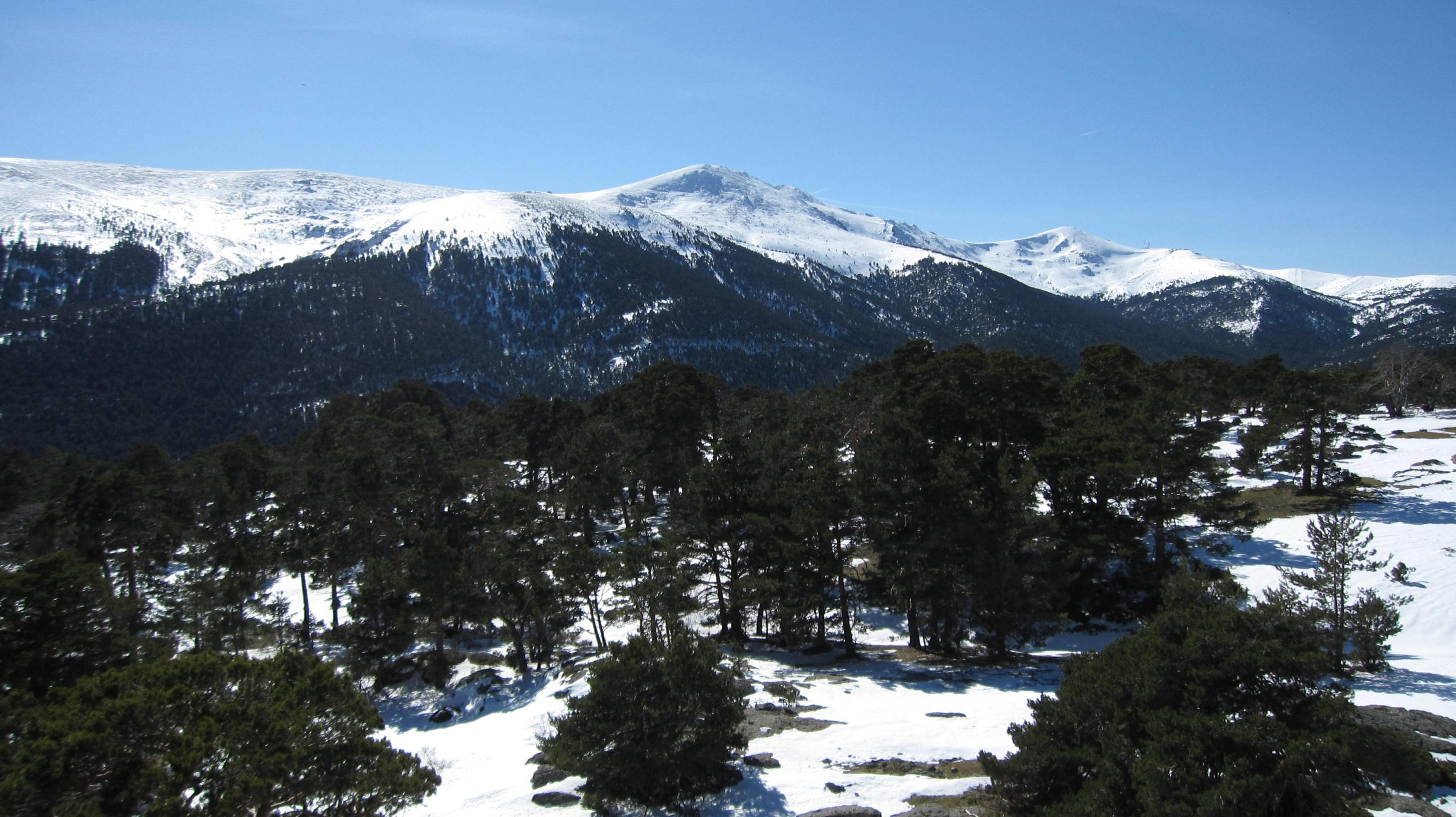
Lato nord della zona occidentale della Cuerda Larga vista dalla cima della Cabeza Mediana.

La traversata della Cuerda Larga è uno dei sentieri più importanti e difficili di tutta la Sierra de Guadarrama per via della grande lunghezza e dislivello. Tuttavia non richiede una grossa conoscenza tecnica dell'escursionismo, se non in inverno o all'inizio della primavera, epoca in cui è necessario l'uso almeno dei ramponi per via dell'elevato spessore della neve e del ghiaccio a queste altitudini. Il percorso di andata è di 18 km, il dislivello è di 800 metri approssimativamente e si realizza in 8 ore (sola andata). Dato che il secondo passo non è raggiungibile con i mezzi pubblici, gli escursionisti che realizzano la traversata devono avere un'automobile in entrambi i passi, passare la notte facendo bivacco o scendere fino al paese di Miraflores de la Sierra, da dove partono autobus di linea per Madrid. Le viste sulla valle del Lozoya a nord e sul La Pedriza e la pianura madrileña a sud sono costanti di tutta la traversata, il che le dà un fascino speciale.

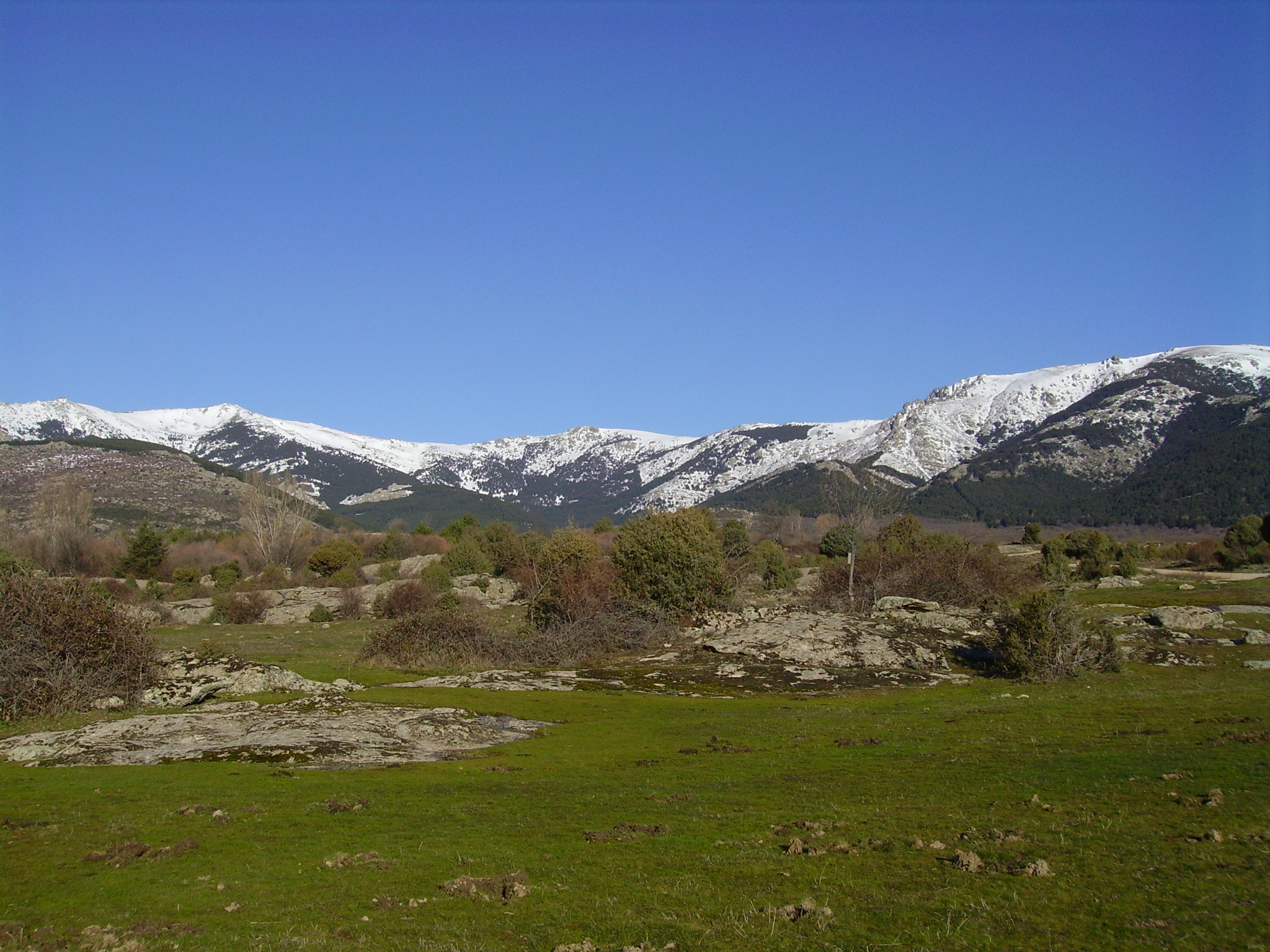
Lato sud della parte orientale della Cuerda Larga vista dalla zona bassa dell'Hueco de San Blas.

Il sentiero inizia dal puerto de Navacerrada (1.858 m), luogo dove c'è una stazione ferroviaria ed una linea di autobus che parte dalla stazione di Moncloa, a Madrid. La traversata inizia salendo prima alla Bola del Mundo per una strada di calcestruzzo che esce dal passo nella parte orientale. Una volta raggiunta la cima della montagna, il sentiero, ormai di terra, scende fino al collado de Valdemartín e successivamente sale al Cerro de Valdemartín. Successivamente scende ad un altro passo per poi salire alle Cabezas de Hierro, salendo prima alla Menor (2.374 m), e poi alla Mayor (2.383 m), che è la massima elevazione di tutta la traversata. Successivamente, il sentiero scende alla Loma de Pandasco (intorno ai 2.200 m) e più avanti raggiunge l'Asómate de Hoyos, che si trova al di sopra del La Pedriza Posteriore. Successivamente la traversata raggiunge la Loma de Bailanderos, dove vi sono grandi rocce che si muovono leggermente (da cui il nome), raggiungendo poi il picco del la Najarra e finalmente si scende fino al Puerto de la Morcuera (1.796 m).